# جيمس إي. بيلي
جيمس إي. بيلي (بالإنجليزية: James E. Bailey)‏ هو قاضي وسياسي أمريكي، ولد في 15 أغسطس 1822 في مقاطعة مونتغومري في الولايات المتحدة، وتوفي في 29 ديسمبر 1885 في كلاركسفيل في الولايات المتحدة. حزبياً، نشط في الحزب الديمقراطي. وقد انتخب عضو مجلس نواب تينيسي وانتخب عضو مجلس الشيوخ الأمريكي.